# Mikael Hedlund
Mikael Hedlund (Grangärde, 16 gennaio 1976) è un bassista e compositore svedese.
È noto principalmente come componente del gruppo melodic death metal Hypocrisy dalla sua nascita ad oggi, unico componente stabile assieme al cantante e chitarrista Peter Tägtgren.
Inoltre è stato chitarrista del gruppo black metal The Abyss, side project degli Hypocrisy, con cui ha pubblicato i dischi The Other Side e Summon the Beast nel 1995 e nel 1996. Ha fatto anche parte della band thrash metal War, supergruppo che comprendeva anche Tägtgren, IT e All degli Abruptum e Blackmoon dei Dark Funeral, pubblicando l'EP Total War nel 1997. Occasionalmente ha anche lavorato come produttore, lavorando su dischi di Centine, Morgul, Ruination e degli stessi Hypocrisy.

## Discografia

### Con gli Hypocrisy
- 1992 - Penetralia
- 1993 - Osculum Obscenum
- 1994 - The Fourth Dimension
- 1996 - Abducted
- 1997 - The Final Chapter
- 1999 - Hypocrisy
- 2000 - Into the Abyss
- 2002 - Catch 22
- 2004 - The Arrival
- 2005 - Virus
- 2009 - A Taste of Extreme Divinity
- 2013 - End of Disclosure

EP
- 1993 - Pleasure of Molestation
- 1994 - Inferior Devoties
- 1996 - Maximum Abduction

Album Live
- 1998 - Hypocrisy Destroys Wacken 1998
- 2011 - Hell Over Sofia - 20 Years of Chaos and Confusion

Raccolte
- 2001 - 10 Years of Chaos and Confusion
- 2007 - The Final Chapter/Hypocrisy

Split
- 1992 - Nuclear Blast Sampler
- 1996 - Hypocrisy/Meshuggah
- 2001 - Nuclear Blast Festivals 2000
- 2003 - Hypocrisy/Kataklysm/Disbelief
- 2009 - Valley of the Damned/Hordes of War

Singoli
- 1996 - Carved Up
- 2008 - Don't Judge Me
- 2009 - Valley of the Damned
- 2013 - Too Drunk to Fuck

DVD
- 1998 - Hypocrisy Destroys Wacken 1998
- 2001 - Live and Clips
- 2011 - Hell Over Sofia - 20 Years of Chaos and Confusion

VHS
- 1999 - Hypocrisy Destroys Wacken

### Con i The Abyss

#### Album in studio
- 1995 - The Other Side
- 1996 - Summon the Beast

#### Raccolte
- 2001 - The Other Side/Summon the Beast

### Con gli War

#### Raccolte
- 2001 - We Are...Total War

#### EP
- 1997 - Total War

## Altre apparizioni
- 1998 - Tsatthoggua, Trans Cunt Whip - voce[5]

## Produttore
- 1997 - Vergelmer, Light the Black Flame - produttore, ingegneria del suono, missaggio
- 1997 - Centinex, Reflections - ingegneria del suono
- 1997 - Fleshcrawl, Bloodred Massacre - ingegneria del suono
- 1997 - Dimmu Borgir, Enthrone Darkness Triumphant - ingegneria del suono
- 1998 - Morgul, Parody of the Mass - produttore
- 1998 - Tsatthoggua, Trans Cunt Whip - ingegneria del suono
- 1998 - Ophthalamia, Dominion - ingegneria del suono
- 1998 - Dimmu Borgir, Godless Savage Garden - ingegneria del suono
- 1999 - Ruination, Xura - ingegneria del suono
- 2001 - War, We Are...Total War - produttore
- 2004 - Hypocrisy, The Arrival - produttore